# Ferdinand Jäger (cantant, 1839)
Ferdinand Jäger (Hanau (Alemanya), 25 de desembre, 1839 - Viena (Àustria), 13 de juny, 1902), va ser cantant d'òpera alemanya (tenor) i professor de cant.
Va rebre la seva formació del cantant de música de la sala Carl Thiele en cant i de l'actor de la cort Ferdinand Heine en arts escèniques. Va atrevir-se amb el seu primer intent escènic el 30 d'abril de 1865 a Dresden, també hi va participar i va ser efectiu com a tenor d'herois als primers teatres de la ciutat, com Colònia i Hamburg, i als teatres municipals com Berlín, Stuttgart i Kassel.
Richard Wagner es va assabentar de l'artista ja el 1876 i el va convidar a Bayreuth, on el mestre va estudiar acuradament tots els rols de tenor dels seus drames amb ell i el va determinar per a "Siegfried", per al qual el cantant no només usaria la seva veu, sinó que també es recomana la joventut de la seva aparença, el seu joc extremadament expressiu i la claredat de la seva pronunciació. Va assolir un gran èxit al primer festival de Bayreuth i va ser considerat durant molt de temps l'únic cantant alemany que va poder cantar i retratar Siegfried.
Wagner també va recomanar l'artista a l'Òpera de la Cort de Viena, on probablement va ajudar del drama del Nibelung al drama Nibelung amb el seu "Siegfriede" del 1878 al 1879.
Amb motiu de la primera representació de "Siegfried" el 9 de novembre de 1878, Eduard Hanslick va escriure: "De les parts vocals, Siegfried és la part tenor més important i alhora més esgotadora que s'ha escrit mai. El senyor Jäger els va interpretar molt feliç en cançons i jocs. Gràcies a la seva figura alta i esvelta, és perfecte per a això i també sap actuar amb llibertat i naturalitat. La seva veu té poc encant i ja està una mica malmesa, probablement com a resultat de tot el cant de Siegfried. El més lloable és el senyor Jäger gràcies a l'energia de la conferència i la claredat de la pronunciació ".
De fet, Jäger va ser considerat el primer representant del nou estil de cant dramàtic de l'època. Després de deixar Viena, va tornar a l'Opera de la Cort com a convidat el 1880, 1881, 1882, 1888, 1890 i finalment el 1891.
El resultat d'aquestes gestes artístiques va ser la invitació del rei Lluís II de Baviera a les representacions separades d'aquestes obres a Múnic, amb la qual Jäger va poder tornar a mostrar la seva escola magistral i els seus esplèndids instruments vocals.
Poc després va abandonar completament el treball escènic per ocupar-se gairebé exclusivament de la formació de cantants joves i amb talent. A principis de la dècada de 1890, va assumir el seu deure artístic d'ajudar el llavors desconegut compositor Hugo Wolf al reconeixement que es mereixia. Va aconseguir fer-ho en la mesura desitjada, malgrat la més diversa hostilitat.
Jäger s'havia establert a Viena durant anys, on es va dedicar a les classes de cant amb gran èxit, on entre les seves alumnes tingué na Marie Dietrich. De la mateixa manera que els seus èxits vocals destacats van ser àmpliament reconeguts en el passat, van ser més tard nombrosos estudiants en les seves primeres posicions artístiques qui van donar testimoni de la considerable capacitat i mètode exemplar de Jäger. L'artista va morir el 13 de juny de 1902 després d'una breu malaltia.
Estava casat amb Aurelie Wilczek, la filla dels quals Elsa Jäger també era actriu, així com el seu fill del mateix nom, Ferdinand.

## Aclariment
- Eisenberg Lexicon cover - cutout.png: Aquest article es basa en un text de domini públic del gran lèxic biogràfic de l'escenari alemany del segle xix de Ludwig Eisenberg, edició de 1903.